# Sven Knipphals

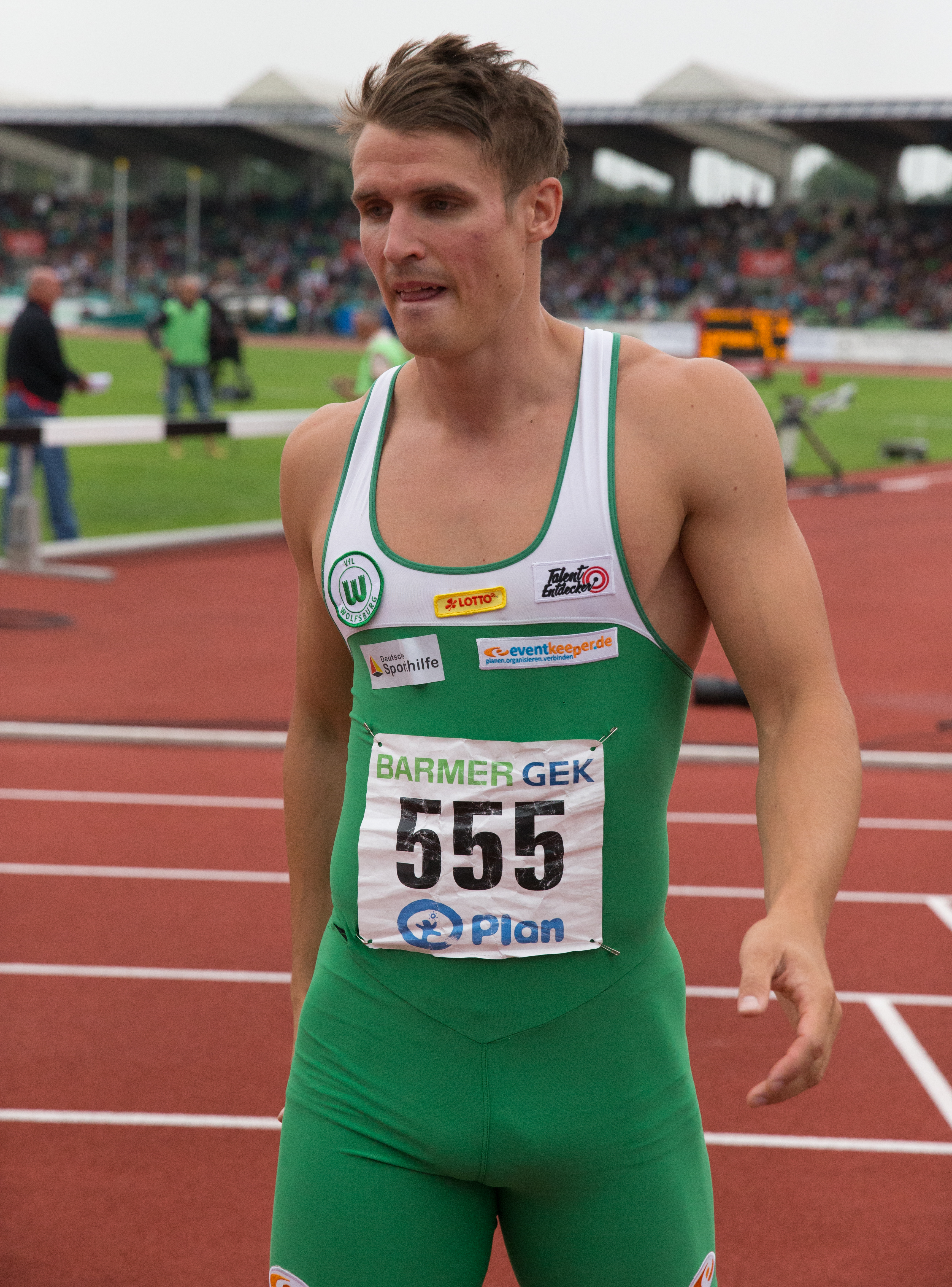
Sven Knipphals bei den Deutschen Meisterschaften 2014

Sven Knipphals (* 20. September 1985 in Hannover) ist ein ehemaliger deutscher Sprinter.

## Berufsweg
Knipphals studierte Chiropraktik an der Anglo-European College of Chiropractic in Bournemouth und schloss 2013 mit dem Titel Master of Chiropractic ab. Seitdem arbeitet er als Chiropraktor in Leipzig.

## Sportliche Laufbahn
Sven Knipphals war bei den Deutschen Hallenmeisterschaften 2010 Dritter im 200-Meter-Lauf. 2011 wurde er im Freien Dritter über 200 Meter und Vierter über 100 Meter. 2012 belegte Knipphals über 200 Meter in der Halle den zweiten Platz und wurde im Freien Vierter. Bei den Europameisterschaften 2012 in Helsinki schied Knipphals im Zwischenlauf aus, als er um zwei Hundertstelsekunden das Finale verpasste. Er war für die Olympischen Spiele 2012 als Ersatzmann für die deutsche 4-mal-100-Meter-Staffel nominiert. Bei den Weltmeisterschaften 2013 in Moskau belegte er zusammen mit Lucas Jakubczyk, Julian Reus und Martin Keller in 38,04 s den vierten Rang. Bei den Europameisterschaften 2014 in Zürich schied er über 100 Meter erneut im Zwischenlauf aus. In der Staffel gewann er mit Julian Reus, Alexander Kosenkow und Lucas Jakubczyk die Silbermedaille. Bei den Weltmeisterschaften 2015 in Peking wurde er in der Staffel zusammen mit Reus, Kosenkow und Aleixo-Platini Menga Vierter. Bei den Europameisterschaften 2016 in Amsterdam errang er mit der Staffel die Bronzemedaille.
Im Sommer 2018 beendete er seine Leichtathletikkarriere mit einem großen Fest und einem letzten Rennen im heimischen Stadion in Wolfsburg.
Knipphals ist 1,90 m groß und startete für den VfL Wolfsburg.

## Persönliche Bestleistungen
- 100 Meter: 10,13 s, 6. Juni 2015, Regensburg
- 200 Meter: 20,48 s, 6. Juli 2014, Mannheim
  - Halle: 21,02 s, 26. Februar 2012, Karlsruhe
- Weitsprung: 7,32 m, 11. Mai 2007, Blankenburg

## Sportliche Erfolge

### 100 Meter
- 3. Platz Deutsche Meisterschaften 2013
- Finalteilnahme Deutsche Meisterschaften 2009 mit Niedersachsen-Rekord in 10,34 s
- 13. in der ewigen deutschen Bestenliste

### 200 Meter
- Deutscher Vizemeister 2013
- Halbfinale Europameisterschaften 2012 in Helsinki

### Team
- Team-Europameister und Zweiter mit der 4 × 100-m-Staffel bei der Team-Europameisterschaft 2014 in Braunschweig
- Vizeeuropameister 4 × 100-m-Staffel bei der Team-Europameisterschaft 2013 in Gateshead

### Staffel
- 4. Platz bei den Weltmeisterschaften 2013 in Moskau und 2015 in Peking
- Silber bei den Europameisterschaften 2014 in Zürich
- Bronze bei den Europameisterschaften 2016 in Amsterdam

## Management
Seit Januar 2014 wurde Sven Knipphals von der Agentur für Sportmarketing TalentEntdecker vermarktet.

## Familie
Sein Großvater Hansjürgen Knipphals war Nationaltorwart im Handball, sein Vater Jens Knipphals war als Weitspringer deutscher Meister.

## Veröffentlichungen
- Sven Knipphals, Wolfgang Unsöld: Mach dich schneller. Agentur TalentEntdecker (Hrsg.), Wolfsburg 2018, ohne ISBN